# Jetzt erst recht (LaFee-Album)
Jetzt erst recht ist das zweite Studioalbum der deutschen Rocksängerin LaFee. Es wurde im Studio LaFinka auf Ibiza aufgenommen und am 6. Juli 2007 veröffentlicht. In den deutschen und österreichischen Charts erreichte es Platz eins und wurde hier jeweils mit Gold-Status ausgezeichnet. In den französischen Charts erreicht das Album Platz 79.

## Veröffentlichung
Das Album erschien in zwei unterschiedlichen Versionen, der Unterschied ist aber lediglich das Cover, auf dem die Künstlerin einmal mit weißem, einmal mit rotem Kleid abgebildet ist. Außerdem erschien das Album im November 2007 als BRAVO-Edition, dort sind einige zusätzliche Orchester-Versionen enthalten. Die Songs Heul doch, Beweg dein Arsch und Wer bin ich aus dem Album sind auch als Single inklusive Musikvideo erschienen.
Nach Meinung der Autoren Thorsten Schatz und Michael Fuchs-Gamböck präsentiert sich die Interpretin hier persönlicher und selbstbewusster als in ihrem ersten Album. Dieses Album steht laut LaFee für den Beweis, den Einstieg in die Musikbranche geschafft zu haben; sie wolle dieses den Personen, welche nicht an sie geglaubt haben, hierdurch zeigen.
Das Genre des Albums lässt sich als Pop-Rock, genauer Deutschrock einstufen. Hinsichtlich der Lautstärke der Lieder fällt die Produktion wesentlich leiser und gefühlvoller aus als jene des ersten Albums. Am 20. Mai 2011 wurde Jetzt erst recht noch einmal mit ihrem Debütalbum als Classic Albums veröffentlicht.

## Titelliste
1. Jetzt erst recht – 4:07
2. Heul doch – 3:59
3. Du bist schön – 3:27
4. Der Regen fällt – 4:34
5. Beweg dein Arsch – 2:40
6. Wer bin ich? – 4:27
7. Küss mich – 4:38
8. Zusammen – 4:02
9. Stör ich – 3:59
10. Für dich – 3:47
11. Weg von dir – 3:53
12. Heiß – 3:24

Folgende Tracks sind nur auf der „Bravo Edition“ enthalten:
1. Es tut weh – 4:01
2. Warum (Orchester-Version) – 3:55
3. Der Regen fällt (Orchester-Version) – 4:11
4. Weg von dir (Orchester-Version) – 3:52
5. Wer bin ich? (Orchester-Version) – 4:26
6. Sterben für dich (Orchester-Version) – 3:03

## Singleauskopplungen
Die Singleauskopplung Heul doch erreichte Platz drei der deutschen Charts. Beweg dein Arsch, die zweite Single aus dem Album, erreichte Platz 22 in den deutschen Charts und erschien als Maxi und als 2-Track. Ebenfalls als Maxi und als 2-Track erschien die Auskopplung des Songs Wer bin ich?.

## Rezeption

### Rezensionen
Artur Schulz von laut.de kritisiert den mangelnden Variantenreichtum der verwendeten Riffs und Songstrukturen über das gesamte Album hinweg, sieht zudem einen gewissen Trash-Faktor in den verwendeten Texten; die Stimmarbeit erinnere ihn an Nena.

### Charts und Chartplatzierungen
| ChartsChartplatzierungen | Höchstplatzierung | Wochen |
| ------------------------ | ----------------- | ------ |
| Deutschland (GfK)        | 1 (36 Wo.)        | 36     |
| Österreich (Ö3)          | 1 (24 Wo.)        | 24     |
| Schweiz (IFPI)           | 14 (13 Wo.)       | 13     |

| ChartsJahrescharts (2007) | Platzierung |
| ------------------------- | ----------- |
| Deutschland (GfK)         | 33          |
| Österreich (Ö3)           | 41          |